# Lijst van voetbalinterlands Ierland - Polen
Deze lijst van voetbalinterlands is een overzicht van alle officiële voetbalwedstrijden tussen de nationale teams van Ierland en Polen. De landen speelden tot op heden 28 keer tegen elkaar. De eerste ontmoeting was een vriendschappelijke wedstrijd op 22 mei 1938 in Warschau. Het laatste duel, eveneens een vriendschappelijke wedstrijd, vond plaats in Wrocław op 11 september 2018.

## Wedstrijden
| №  | Plaats    | Datum             | Competitie           | Wedstrijd       | Uitslag |
| -- | --------- | ----------------- | -------------------- | --------------- | ------- |
| 1  | Warschau  | 22 mei 1938       | Vriendschappelijk    | Polen – Ierland | 6 – 0   |
| 2  | Dublin    | 13 november 1938  | Vriendschappelijk    | Ierland – Polen | 3 – 2   |
| 3  | Chorzów   | 11 mei 1958       | Vriendschappelijk    | Polen – Ierland | 2 – 2   |
| 4  | Dublin    | 5 oktober 1958    | Vriendschappelijk    | Ierland – Polen | 2 – 2   |
| 5  | Krakau    | 10 mei 1964       | Vriendschappelijk    | Polen – Ierland | 3 – 1   |
| 6  | Dublin    | 25 oktober 1964   | Vriendschappelijk    | Ierland – Polen | 3 – 2   |
| 7  | Dublin    | 15 mei 1968       | Vriendschappelijk    | Ierland – Polen | 2 – 2   |
| 8  | Chorzów   | 30 oktober 1968   | Vriendschappelijk    | Polen – Ierland | 1 – 0   |
| 9  | Poznań    | 6 mei 1970        | Vriendschappelijk    | Polen – Ierland | 2 – 1   |
| 10 | Dublin    | 23 september 1970 | Vriendschappelijk    | Ierland – Polen | 0 – 2   |
| 11 | Wrocław   | 16 mei 1973       | Vriendschappelijk    | Polen – Ierland | 2 – 0   |
| 12 | Dublin    | 21 oktober 1973   | Vriendschappelijk    | Ierland – Polen | 1 – 0   |
| 13 | Poznań    | 26 mei 1976       | Vriendschappelijk    | Polen – Ierland | 0 – 2   |
| 14 | Dublin    | 24 april 1977     | Vriendschappelijk    | Ierland – Polen | 0 – 0   |
| 15 | Łódź      | 12 april 1978     | Vriendschappelijk    | Polen – Ierland | 3 – 0   |
| 16 | Bydgoszcz | 24 mei 1981       | Vriendschappelijk    | Polen – Ierland | 3 – 0   |
| 17 | Dublin    | 23 mei 1984       | Vriendschappelijk    | Ierland – Polen | 0 – 0   |
| 18 | Warschau  | 12 november 1986  | Vriendschappelijk    | Polen – Ierland | 1 – 0   |
| 19 | Dublin    | 22 mei 1988       | Vriendschappelijk    | Ierland – Polen | 3 – 1   |
| 20 | Dublin    | 1 mei 1991        | EK 1992 kwalificatie | Ierland – Polen | 0 – 0   |
| 21 | Poznań    | 16 oktober 1991   | EK 1992 kwalificatie | Polen – Ierland | 3 – 3   |
| 22 | Bydgoszcz | 28 april 2004     | Vriendschappelijk    | Polen – Ierland | 0 – 0   |
| 23 | Dublin    | 19 november 2008  | Vriendschappelijk    | Ierland – Polen | 2 – 3   |
| 24 | Dublin    | 6 februari 2013   | Vriendschappelijk    | Ierland – Polen | 2 – 0   |
| 25 | Poznań    | 19 november 2013  | Vriendschappelijk    | Polen − Ierland | 0 − 0   |
| 26 | Dublin    | 29 maart 2015     | EK 2016 kwalificatie | Ierland − Polen | 1 − 1   |
| 27 | Warschau  | 11 oktober 2015   | EK 2016 kwalificatie | Polen − Ierland | 2 − 1   |
| 28 | Wrocław   | 11 september 2018 | Vriendschappelijk    | Polen − Ierland | 1 − 1   |

## Samenvatting
| Competitie        | Totaal gespeeld | Winst Ierland | Gelijk | Winst Polen | Doelsaldo Ierland – Polen |
| ----------------- | --------------- | ------------- | ------ | ----------- | ------------------------- |
| EK-kwalificatie   | 4               | 0             | 3      | 1           | 5 − 6                     |
| Vriendschappelijk | 24              | 6             | 8      | 10          | 25 − 38                   |
| Totaal            | 28              | 6             | 11     | 11          | 30 − 44                   |

## Details

### 23ste ontmoeting
| Vriendschappelijk (Dublin, Ierland, 19 november 2008): |              | |
| Ierland | 2 – 3        | Polen |
| Stephen Hunt 88' (pen.) Keith Andrews 90' | goals        | 3' Mariusz Lewandowski 47' Roger Guerreiro 89' Robert Lewandowski |
| Giovanni Trapattoni | bondscoach   | Leo Beenhakker |
| Shay Given John O'Shea Richard Dunne Paul McShane 61' Darron Gibson 73' Glenn Whelan Kevin Kilbane Caleb Folan Damien Duff 66' Kevin Doyle 60' Andy Keogh 61' | opstellingen | Łukasz Fabiański Marcin Wasilewski Bartosz Bosacki Dariusz Dudka Jakub Wawrzyniak 46' Jakub Błaszczykowski Mariusz Lewandowski Łukasz Garguła 70' Rafał Boguski 82' Jacek Krzynówek 46' Paweł Brożek |
| Noel Hunt 60' Stephen Hunt 61' Alex Bruce 61' Shane Long 66' Keith Andrews 73'                                                                                | wissels      | 46' Roger Guerreiro 46' Robert Lewandowski 70' Sławomir Peszko 82' Tomasz Jodłowiec |
| - Debuut van Keith Andrews (Blackburn Rovers) en Noel Hunt (Reading) voor Ierland. - Debuut van Sławomir Peszko (Lech Poznań) voor Polen.                     |              | |

### 26ste ontmoeting
| EK 2016 kwalificatie (scheidsrechter Jonas Eriksson, Dublin, 29 maart 2015):                                                                                |              | |
| Ierland | 1 – 1        | Polen |
| Shane Long 90+1' | doelpunten   | 26' Sławomir Peszko |
| Martin O'Neill | bondscoach   | Adam Nawałka |
| Shay Given John O'Shea Séamus Coleman Marc Wilson Aiden McGeady 68' Glenn Whelan 83' James McCarthy Robbie Keane Wes Hoolahan Jonathan Walters Robbie Brady | opstellingen | Łukasz Fabiański Jakub Wawrzyniak Łukasz Szukała Kamil Glik Paweł Olkowski Tomasz Jodłowiec Maciej Rybus 87' Sławomir Peszko Grzegorz Krychowiak Robert Lewandowski 83' Arkadiusz Milik |
| James McClean 68' Shane Long 83' | wissels      | 83' Sebastian Mila 87' Michał Kucharczyk |
| Wes Hoolahan 25' John O'Shea 32' Séamus Coleman 45' Marc Wilson 71' James McCarthy 86'                                                                      | gele kaarten | 50' Kamil Glik 60' Łukasz Szukała 86' Sławomir Peszko |

### 27ste ontmoeting
| EK 2016 kwalificatie (scheidsrechter Cüneyt Çakır, Warschau, 11 oktober 2015): |              | |
| Polen | 2 – 1        | Ierland |
| Grzegorz Krychowiak 13' Robert Lewandowski 42' | doelpunten   | 16' (pen.) Jonathan Walters |
| Adam Nawałka | bondscoach   | Martin O'Neill |
| Łukasz Fabiański Jakub Wawrzyniak Michał Pazdan Łukasz Piszczek Kamil Glik Paweł Olkowski 63' Krzysztof Mączyński 78' Karol Linetty Grzegorz Krychowiak Robert Lewandowski Kamil Grosicki 85' | opstellingen | Darren Randolph John O'Shea Séamus Coleman Robbie Brady Richard Keogh 58' Glenn Whelan James McCarthy 73' James McClean Jeff Hendrick 55' Shane Long Jonathan Walters |
| Jakub Błaszczykowski 63' Łukasz Szukała 78' Sławomir Peszko 85' | wissels      | 55' Robbie Keane 58' Aiden McGeady 73' Wes Hoolahan |
| Kamil Glik 74' | gele kaarten | 45+1' Glenn Whelan 90+5' Robbie Brady |
| | rode kaarten | 18', 90+2' John O'Shea |

FAI · A-internationals · Bondscoaches · Statistieken · Iers vrouwenelftal · Olympisch elftal · Ierland U21 · Ierland U20 · Ierland U19 · Ierland U18 · Ierland U17 · Ierland U16 · Vrouwen U17
1924 – 1929 ·
1930 – 1939 ·
1940 – 1949 ·
1950 – 1959 ·
1960 – 1969 ·
1970 – 1979 ·
1980 – 1989 ·
1990 – 1999 ·
2000 – 2009 ·
2010 – 2019 ·
2020 − 2029
EK 1988 · 
EK 2012 · 
EK 2016
WK 1990 · 
WK 1994 · 
WK 2002
1924 · 
1925 · 
1926 · 
1927 · 
1928 · 
1929 · 
1930 · 
1931 · 
1932 · 
1933 · 
1934 · 
1935 · 
1936 · 
1937 · 
1938 · 
1939 · 
1940 · 1941 · 1942 · 1943 · 1944 · 1945 · 
1946 · 
1947 · 
1948 · 
1949 · 
1950 · 
1951 · 
1952 · 
1953 · 
1954 · 
1955 · 
1956 · 
1957 · 
1958 · 
1959 · 
1960 · 
1961 · 
1962 · 
1963 · 
1964 · 
1965 · 
1966 · 
1967 · 
1968 · 
1969 · 
1970 · 
1971 · 
1972 · 
1973 · 
1974 · 
1975 · 
1976 · 
1977 · 
1978 · 
1979 · 
1980 · 
1981 · 
1982 · 
1983 · 
1984 · 
1985 · 
1986 · 
1987 · 
1988 · 
1989 · 
1990 · 
1991 · 
1992 · 
1993 · 
1994 · 
1995 · 
1996 · 
1997 · 
1998 · 
1999 · 
2000 · 
2001 · 
2002 · 
2003 · 
2004 · 
2005 · 
2006 · 
2007 · 
2008 · 
2009 · 
2010 · 
2011 · 
2012 · 
2013 · 
2014 · 
2015 ·
2016 ·
2017 ·
2018 ·
2019 ·
2020 ·
2021
Albanië ·
Algerije ·
Andorra ·
Argentinië ·
Armenië ·
Australië ·
Azerbeidzjan ·
België ·
Bolivia ·
Bosnië en Herzegovina ·
Brazilië ·
Bulgarije ·
Canada ·
Chili ·
China ·
Colombia ·
Costa Rica ·
Cyprus ·
Denemarken ·
Duitsland ·
Ecuador ·
Egypte ·
Engeland ·
Estland ·
Faeröer ·
Finland ·
Frankrijk ·
Georgië ·
Gibraltar ·
Griekenland ·
Hongarije ·
IJsland ·
Iran ·
Israël ·
Italië ·
Jamaica ·
Joegoslavië ·
Kameroen ·
Kazachstan ·
Kroatië ·
Letland ·
Liechtenstein ·
Litouwen ·
Luxemburg ·
Malta ·
Marokko ·
Mexico ·
Moldavië ·
Montenegro ·
Nederland ·
Nieuw-Zeeland ·
Nigeria ·
Noord-Ierland ·
Noord-Macedonië ·
Noorwegen ·
Oekraïne ·
Oman ·
Oostenrijk ·
Paraguay ·
Polen ·
Portugal ·
Qatar ·
Roemenië ·
Rusland ·
San Marino ·
Saoedi-Arabië ·
Schotland ·
Servië ·
Slowakije ·
Sovjet-Unie ·
Spanje ·
Trinidad en Tobago ·
Tsjechië ·
Tsjecho-Slowakije ·
Tunesië ·
Turkije ·
Uruguay ·
Verenigde Staten ·
Wales ·
Wit-Rusland ·
Zuid-Afrika ·
Zweden ·
Zwitserland
België (2016) · 
Italië (2012) · 
Kroatië (2012) · 
Spanje (2012) · 
Zweden (2016)
Poolse voetbalbond · A-internationals · Selecties · Statistieken · Pools vrouwenelftal · Olympisch elftal · Polen U21 · Polen U20 · Polen U19 · Polen U18 · Polen U17 · Polen U16
1921 – 1929 ·
1930 – 1939 ·
1940 – 1949 ·
1950 – 1959 ·
1960 – 1969 ·
1970 – 1979 ·
1980 – 1989 ·
1990 – 1999 ·
2000 – 2009 ·
2010 – 2019 ·
2020 – 2029
EK 2008 · 
EK 2012 · 
EK 2016 · 
EK 2020
WK 1938 ·
WK 1974 ·
WK 1978 ·
WK 1982 ·
WK 1986 ·
WK 2002 ·
WK 2006 ·
WK 2018
OS 1924 ·
OS 1936 ·
OS 1972 ·
OS 1976 ·
OS 1992
1921 · 
1922 · 
1923 · 
1924 · 
1925 · 
1926 · 
1927 · 
1928 · 
1929 · 
1930 · 
1931 · 
1932 · 
1933 · 
1934 · 
1935 · 
1936 · 
1937 · 
1938 · 
1939 · 
1940–1946 · 
1947 · 
1948 · 
1949 · 
1950 · 
1951 · 
1952 · 
1953 · 
1954 · 
1955 · 
1956 · 
1957 · 
1958 · 
1959 · 
1960 · 
1961 · 
1962 · 
1963 · 
1964 · 
1965 · 
1966 · 
1967 · 
1968 · 
1969 · 
1970 · 
1971 · 
1972 · 
1973 · 
1974 · 
1975 · 
1976 · 
1977 · 
1978 · 
1979 · 
1980 · 
1981 · 
1982 · 
1983 · 
1984 · 
1985 · 
1986 · 
1987 · 
1988 · 
1989 · 
1990 · 
1991 · 
1992 · 
1993 · 
1994 · 
1995 · 
1996 · 
1997 · 
1998 · 
1999 · 
2000 · 
2001 · 
2002 · 
2003 · 
2004 · 
2005 · 
2006 · 
2007 · 
2008 · 
2009 · 
2010 · 
2011 · 
2012 · 
2013 · 
2014 ·
2015 ·
2016 ·
2017 ·
2018 ·
2019 ·
2020 ·
2021
Albanië ·
Algerije ·
Andorra ·
Argentinië ·
Armenië ·
Australië ·
Azerbeidzjan ·
België ·
Bolivia ·
Bosnië en Herzegovina ·
Brazilië ·
Bulgarije ·
Canada ·
Chili ·
China ·
Colombia ·
Costa Rica ·
Cyprus ·
DDR ·
Denemarken ·
Duitsland ·
Ecuador ·
Egypte ·
Engeland ·
Estland ·
Faeröer · 
Finland ·
Frankrijk ·
Georgië ·
Gibraltar ·
Griekenland ·
Guatemala ·
Haïti ·
Hongarije ·
Ierland ·
India ·
Irak ·
Iran ·
Israël ·
Italië ·
Ivoorkust ·
IJsland ·
Japan ·
Joegoslavië ·
Kameroen ·
Kazachstan ·
Koeweit ·
Kroatië ·
Letland ·
Libië ·
Liechtenstein ·
Litouwen ·
Luxemburg ·
Marokko ·
Malta ·
Mexico ·
Moldavië ·
Montenegro ·
Nederland ·
Nieuw-Zeeland ·
Nigeria ·
Noord-Ierland ·
Noord-Korea ·
Noord-Macedonië ·
Noorwegen ·
Oekraïne ·
Oostenrijk ·
Peru ·
Portugal ·
Roemenië ·
Rusland ·
San Marino ·
Saoedi-Arabië · 
Schotland ·
Senegal ·
Servië ·
Servië en Montenegro · 
Singapore ·
Slovenië ·
Slowakije ·
Sovjet-Unie ·
Spanje ·
Thailand · 
Tsjechië ·
Tsjecho-Slowakije ·
Tunesië ·
Turkije ·
Uruguay ·
Verenigde Arabische Emiraten ·
Verenigde Staten ·
Wales ·
Wit-Rusland ·
Zuid-Afrika ·
Zuid-Korea ·
Zweden ·
Zwitserland
België (1982) ·
Colombia (2018) ·
Costa Rica (2006) ·
Duitsland (2006) ·
Duitsland (2008) ·
Duitsland (2016) ·
Ecuador (2006) ·
Frankrijk (1982) ·
Frankrijk (2022) ·
Griekenland (2012) ·
Italië (1982, 1) ·
Italië (1982, 2) ·
Japan (2018) ·
Kameroen (1982) ·
Kroatië (2008) ·
Noord-Ierland (2016) ·
Oostenrijk (2008) ·
Peru (1982) ·
Rusland (2012) ·
Senegal (2018) ·
Slowakije (2021) ·
Sovjet-Unie (1982) ·
Spanje (2021) ·
Tsjechië (2012) ·
Zweden (2021)